# 松嵜麗
松嵜 麗（まつざき れい、1985年5月31日 - ）は、日本の女性声優。マウスプロモーション所属。福岡県福岡市出身。

## 来歴
日本ナレーション演技研究所入所。福岡女学院中学校・高等学校卒業。東京理科大学理学部第二部数学科中退。
中学生の頃に自分に話しかけてくれた相手がアニメ・漫画部に入っており、その影響で中学生になってから「卒業」していたアニメや漫画に再び興味を持ち始め、とりあえずアニメイトに行く。そこで手に取った情報冊子『きゃらびぃ』で特集していた「人気アニラジランキング」で1位を獲得していた林原めぐみの番組と、その1つ前の小森まなみの番組を聴くようになる。そして「いつかこういう人になりたい」と思い始め、声優という仕事を意識するようになり放送部に入り、朗読やアナウンスをやる、NHK杯の創作ラジオドラマ部門に出るといった活動を行う。
高校卒業後に上京し、東京理科大学に入学。昼はアルバイト、養成所がある日はそこに通い、夜は大学で勉強という生活を続け、ほかにも児童劇団などで勉強をする。何度かオーディションを受けた後2006年8月に開催されたAniplex presents Super Voice Auditionに合格して事務所に入り、テレビアニメ『天元突破グレンラガン』でデビューする。
2006年、ボイスアンドハート所属。2008年1月よりボイスアンドハートからマウスプロモーションに移籍。
2015年8月に憧れだった小森の活動休止中に伴い、持ち役だった「ギルティギアシリーズ」の蔵土縁紗夢役を引き継いだ。総合プロデューサーの石渡太輔によると、松嵜が小森に憧れていることを知らずにキャスティングしたという。
2019年12月31日に入籍を発表。
2021年5月1日、第1子の妊娠を自身のInstagramにて報告した。7月31日、第1子男児の出産を報告。

## 人物・趣味
声優としてはアニメ、ゲームで活躍している。
方言は博多弁。
趣味・特技はお菓子作り、書道、野球観戦。

### 東京ヤクルトスワローズ
東京ヤクルトスワローズの熱狂的ファンであり、Twitterでもスワローズ関連のつぶやきが多く見られるほか、大の阪神タイガースファンである渡部優衣とは、お互いを「燕!」「阪神!」と呼び合う仲で知られる。特に、2015年の日本シリーズ・第3戦では中継中に松嵜自身が映った。2019年12月31日には、ヤクルトファンの一般男性と入籍し、2021年に長男を出産した年にヤクルトが日本シリーズを制して日本一になったので「うちの子は、ヤクルトが日本一になった年に生まれた子になりました」とTwitter（現X）で涙ながらに報告した。

### 数学
数学が好き。東京理科大学理学部第二部数学科に通っていた。声優をしていなかったら何をしていたと思う？という質問に「数学の先生」と答えている。高校時代のストレス発散法は放送部の練習か、因数分解、微分積分だった。

## 出演
太字はメインキャラクター。

### テレビアニメ
2007年
- 天元突破グレンラガン（ウサギ獣人）
- BACCANO! -バッカーノ!-（リア・リンシャン）

2008年
- PERSONA -trinity soul-

2009年
- かなめも（さっちゃん）
- NARUTO -ナルト- 疾風伝（手綱）

2010年
- オオカミさんと七人の仲間たち（女生徒B）
- ジュエルペット てぃんくる☆（2010年 - 2011年、カトリーヌ・グランマニエルショコラ・ジュリアンジェリー、ヒルデ）
- FAIRY TAIL（メイド、女性）

2011年
- THE IDOLM@STER（コンビニ店員、アイドル）
- Aチャンネル（体育教師）
- 30歳の保健体育（チミ、若夫婦〈妻〉）
- ジュエルペット サンシャイン（水城花音）
- 日常（少年）
- フラクタル（ナレーションの声）
- 魔乳秘剣帖（お峯）
- 魔法少女まどか☆マギカ（女子、女子生徒、芸術家の魔女）
- 輪るピングドラム（唯）
- レベルE（萌）

2012年
- イクシオン サーガ DT（カリナ）
- 織田信奈の野望（丹羽長秀）
- 戦国コレクション（森蘭丸、木林少年）
- はいたい七葉（2012年 - 2013年、ニーナ） - 2シリーズ
- Fate/Zero（子供）

2013年
- アイカツ!（西島ニノ）
- 俺の脳内選択肢が、学園ラブコメを全力で邪魔している（麗華堂絢女）
- ジュエルペット ハッピネス（2013年 - 2014年、女子生徒、梅糀みそ子）
- 天使のどろっぷ（ぼたん）
- まんがーる!（司会者、魔法少女、ひばり先生、漫画家）

2014年
- にゃ〜めん（みそにゃ〜めん）
- ブレイク ブレイド（護衛兵A）

2015年
- アイドルマスター シンデレラガールズ（諸星きらり、エステティシャン、島村卯月の母） - 2シリーズ

2017年
- アイドルマスター シンデレラガールズ劇場（2017年 - 2019年、諸星きらり、実況） - 4シリーズ
- ブレンド・S（桜ノ宮愛香）

2018年
- citrus（タチバナ・ニナ）
- 立花館To Lieあんぐる（藤原依子）
- キラッとプリ☆チャン（2018年 - 2021年、えもママ）

2019年
- 八月のシンデレラナイン（花山栄美）

2020年
- 異種族レビュアーズ（エルドリー）
- ＜Infinite Dendrogram＞-インフィニット・デンドログラム-（ラン・メイハイ）
- プリンセスコネクト！Re:Dive（アキノ）
- シャドウバース（2020年 - 2024年、財善寺ミヤビ） - 2シリーズ

2021年
- ウマ娘 プリティーダービー Season 2（ヒシアケボノ）
- ドラゴン、家を買う。（ハーピーA）
- ぼくたちのリメイク

2023年
- もういっぽん!（榊原真帆）

2025年
- BEYBLADE X（ツバサの母）

### 劇場アニメ
- ブレイク ブレイド（2011年、護衛兵）
- 劇場版 魔法少女まどか☆マギカ 前編 / 後編（2012年、女子） - 2作品
- RE:cycle of the PENGUINDRUM [前編] 君の列車は生存戦略（2022年、唯）
- ジュエルペット あたっくとらべる!（2022年、妖精[38]）

### OVA
- 魔法先生ネギま! もうひとつの世界Extra 魔法少女ユエ（2010年、J・フォン・カッツェ）
- ナナとカオル（2011年、後輩）
- いじめ（2012年、綾）※ちゃお 2012年3月号付録
- ふたりエッチ（第3期）（2014年、小松奈央[39]）
- ウマ娘 プリティーダービー BNWの誓い（2018年、ヒシアケボノ）

### Webアニメ
- こぴはん（2011年、栂山あさぎ）
- マウスどうぶつえん（2017年 - 、ツバメのれい）
- アイドルマスター シンデレラガールズ劇場 火曜シンデレラシアター / Extra Stage（2017年 - 2021年、諸星きらり[31]） - 2シリーズ
- CINDERELLA GIRLS 10th Anniversary Celebration Animation ETERNITY MEMORIES（2022年、諸星きらり）
- 〈物語〉シリーズ オフ&モンスターシーズン（2024年、真横礼香）

### ゲーム
2008年
- ai sp@ce（蛍）
- アルカナハート2（ローサ・ツンベルク、リィナ・ケージ）
- すっごい!アルカナハート2（ローサ・ツンベルク、リィナ・ケージ、ジュゼッパ・バッソ）
- 剣と魔法と学園モノ。（クラッズ・女）
- タツノコ VS. CAPCOM CROSS GENERATION OF HEROES（フーバー、少年）
- 乃木坂春香の秘密 こすぷれ、はじめました♥

2009年
- アルカナハート3（ローサ・ツンベルク、リィナ・ケージ）

2010年
- エルソード（ルーシー、ラグズ）
- コープスパーティー ブラッドカバー リピーティッドフィアー（山瀬千早、篠崎ひのえ）
- ドラゴンネスト（イベントガイド アイリーン）

2011年
- クイーンズゲイト スパイラルカオス（プラム）
- コープスパーティー Book of Shadows（篠崎ひのえ）
- fortissimo//Akkord:Bsusvier（水坂美樹）
- 嫁コレ（2011年 - 2014年、菜波・K・ブレードフィールド、猫村いろは、丹羽長秀）

2012年
- アイカツ!（マイキャラ〈元気タイプ〉）
- デビルサマナー ソウルハッカーズ（ブティック店員）
- とってもE麻雀（中埜沙紀）
- ファイアーエムブレム 覚醒（オリヴィエ、ンン）
- BLACK WOLVES SAGA - Bloody Nightmare -
- BLACK WOLVES SAGA - Last Hope -

2013年
- アイカツ! 2人のmy princess（マイキャラ）
- アイドルマスターシリーズ（2013年 - 2023年、諸星きらり） - 5作品
- 真・女神転生IV（謎の少女 / 東京の女神幼体）
- 魔女と百騎兵（ベルダ、マーニィ）

2014年
- アイカツ! 365日のアイドルデイズ（アバター・ポップ）
- Kadenz fermata//Akkord：fortissimo（水坂美樹）
- コープスパーティー BLOOD DRIVE（篠崎ひのえ）
- 城姫クエスト（清州城、首里城、福岡城、姫路城、稲葉山城）
- とってもE麻雀ぷらす（中埜沙紀）
- 流星☆ハレーション（ニャゴマル）

2015年
- GUILTYGEAR Xrd -REVELATOR-（蔵土縁紗夢）
- グランブルーファンタジー（諸星きらり）
- ヴァリアントナイツ（リリー＝ローサ）
- プリンセスコネクト!（藤堂秋乃）
- 魔女と百騎兵 Revival（ベルダ、マーニィ）
- モン娘☆は〜れむ（紫陽花たま、ティルティン、ランタン、テトラ）

2016年
- アイカツスターズ! Myスペシャルアピール（アバター・ポップ）
- クイズRPG 魔法使いと黒猫のウィズ（2016年 - 2021年、シルビー・タロン、コレル・シュケル）
- ゴッドオブハイスクール【神スク】（雪村花音）
- 実況パワフルプロ野球（柳生鞘花）
- 神撃のバハムート（マスカテル）
- 真・女神転生IV FINAL（ナパイア）
- ストリートファイターV（リーフェン）
- セブンナイツ（蔵土縁紗夢）
- ドリフトガールズ（草川玲花）
- リング☆ドリーム 女子プロレス大戦（ゼットン）

2017年
- BLACK WOLVES SAGA - Weiβ und Schwarz -
- ファイアーエムブレム ヒーローズ（2017年 - 2025年、オリヴィエ、ンン、シアチ）
- 編隊少女 -フォーメーションガールズ-（ブレンダ・マイヤー）
- GUILTY GEAR Xrd REV 2（蔵土縁紗夢）
- グリモア〜私立グリモワール魔法学園〜（松嵜麗）
- チェインクロニクル3（蔵土縁紗夢）
- 八月のシンデレラナイン（花山栄美）
- 戦場のツインテール（ヴァレンチーナ）
- スーパーロボット大戦X-Ω（キラリ博士 / きらり博士）
- パシャ★モン（サンディ）

2018年
- プリンセスコネクト！Re:Dive（2018年 - 2024年、アキノ / 藤堂秋乃）
- ファイアーエムブレム無双（オリヴィエ） - DLC追加キャラクター
- 実況パワフルプロ野球2018（諏訪野君子）
- フリージング エクステンション（ロックサンヌ・エリプトン）
- きららファンタジア（桜ノ宮愛香）

2020年
- モンスターストライク（薄雲太夫）
- 放置少女〜百花繚乱の萌姫たち〜（茨木童子、献帝）
- テイルズ オブ ザ レイズ（諸星きらり）
- シャドウバース チャンピオンズバトル（財善寺ミヤビ）

2021年
- ウマ娘 プリティーダービー（2021年 - 2023年、ヒシアケボノ）

2022年
- プリコネ！グランドマスターズ（アキノ）
- 熱血硬派くにおくん外伝 リバーシティガールズ2

2024年
- 戦国†恋姫オンライン〜奥宴新史〜（丹羽長秀）

### ドラマCD
2000年代
- JIHAI〜磁海〜（2008年、2008年子供）
- マジナ! voice-MIX 〜ソーダライト〜（2008年）
- ファインダーの標的 〜高羽秋仁の麻見隆一調査報告書〜（2009年、アイス屋の売り子）※『BE×BOY GOLD』2009年8月号付録

2010年代
- 乙女系ドラマCD 結局オレらの誰が好きなの!? 生徒会編（2010年、女生徒A）
- 魔法先生ネギま! もうひとつの世界Extra 魔法少女ユエ♥想い出のひととき（2011年、J・フォン・カッツェ）
- 織田信奈の野望（2012年 - 2013年、丹羽長秀） - BD/DVD第1・3・5巻初回限定版
- 國崎出雲の事情（2012年、杏李） - コミックス第11巻ドラマCD付き限定版
- アイドルマスター シンデレラガールズ コミックアンソロジー cute VOL.2 / cool VOL.2 / passion VOL.2付属ドラマCD（2013年、諸星きらり）
- スターマイン（2013年 - 2014年、星野繭） - コミックス4・5巻ドラマCD付き特装版
- THE IDOLM@STER CINDERELLA GIRLS Passion Winter Activity!（2014年、諸星きらり）
- アニメ アイドルマスター シンデレラガールズ BD / DVD第2巻・第4巻完全生産限定版特典ドラマCD（2015年、諸星きらり）
- THE IDOLM@STER CINDERELLA MASTER 032 姫川友紀（2015年）
- おふれこタイムス（2016年、瑞城ありか）

### オーディオブック
- 夢をかなえるゾウ3 ブラックガネーシャの教え（2015年）
- 億男（2017年、十和子）
- フルメタル・パニック! 全12巻（2018年 - 2019年、朗読）
- 安達としまむら 1～3巻（2019年 - 2020年、朗読）

### デジタルコミック
- VOMIC 裸足でバラを踏め（北村純）
- モーションコミック それでも町は廻っている（辰野俊子）

### 吹き替え
- 恋愛兵法
- 私の期限は49日（シン・ジヒョン〈ナム・ギュリ〉）
- まほうのレシピ（ケリー）

### ラジオ
※はインターネット配信。
- にゃ〜めんらじお（2014年、音泉※）
- れい&ゆいの文化放送ホームランラジオ!（2015年 - 2020年、超!A&G+※・ニコニコ生放送）[79]
- THE IDOLM@STER webラジオ 〜クレーンキング&一番くじスペシャル〜 つかんでひいてぱんぱかぱーん! わたしたちも盛り上げM@S!（2015年、ニコニコ動画※）
- 松嵜麗の青春カムバック（2017年、マンガPark※）
- れい&ゆいのホームランラジオ!（2020年 - 、ニコニコ生放送※・YouTube※）

### テレビ番組
※はインターネット配信。
- 闘会議高校パワプロ部（2015年 - 2016年、ニコニコ生放送※）
- 月2学園パワプロ部（2016年 - 、ニコニコ生放送※）
- 松井恵理子・松嵜麗の声優アニ雑団（2016年 - 2018年、AbemaTV※）[80]
- まついがプロデュース（2016年 - 、ニコニコ動画 Phononチャンネル※）[81]
- マイナビオールスター2018大討論会×サントリー-196℃ ストロングゼロ（2018年7月14日、AbemaTV SPORTSチャンネル※）[82] - アシスタント

### CM
- こっこ（2012年、義理ちょこっこ[83]）

### 映像商品
- Animelo Summer Live 2013 -FLAG NINE- 8.23（2013年）[84][85]
- HiBiKi Radio Station × THE IDOLM@STER 春のP祭り（2013年）
- ラジオ アイドルマスター シンデレラガールズ『デレラジ』DVD Vol.3 - 4（2013年 - 2014年）
- THE IDOLM@STER M@STERS OF IDOL WORLD!!2014（2014年）[86]
- THE IDOLM@STER CINDERELLA GIRLS 1stLIVE WONDERFUL M@GIC!!（2014年）[87]
- Animelo Summer Live 2014 -FLAG NINE- 8.30（2015年）
- THE IDOLM@STER CINDERELLA GIRLS 2ndLIVE PARTY M@GIC!!（2015年）[88]
- THE IDOLM@STER M@STER OF IDOL WORLD!!2015 Live Blu-ray（2016年）[89]
- THE IDOLM@STER CINDERELLA GIRLS 3rdLIVE シンデレラの舞踏会 -Power of Smile- Blu-ray（2016年）[90]
- Animelo Summer Live 2015 -THE GATE- 8.29（2016年）[91][92]
- まついがプロデュースVol.1 - 3（2017年）[93][94][95]
- THE IDOLM@STER CINDERELLA GIRLS 4thLIVE TriCastle Story（2017年）[96]
- アイドルマスター シンデレラガールズ小劇場 第1巻（2018年）[97]

- THE IDOLM@STER M@STERS OF IDOL WORLD!!!!! 2023 Blu-ray PERFECT BOX!!!!!（2023年）[98]

### その他コンテンツ
- リスアニTV（リス）
- にゃ〜めんオンデにゃんド（2014年、日テレオンデマンド）
- 放送開始直前特番!山田くんと7人の魔女と7つの秘密（2015年、ナレーション）
- LINEスタンプ『アイドルマスター シンデレラガールズ２』（2015年、諸星きらり）
- 宇宙エレベーター 2061年豊橋から宇宙の旅(豊橋市視聴覚教育センター プラネタリウム リニューアル1周年記念 豊橋オリジナル番組)  (宇宙エレベーターガール,天乃ハコ)
- 〜すべての答えはPINKとなる〜（2017年、たまこ[99]）
- プロ野球 始球式 神宮球場 ヤクルト-中日戦（2022年9月3日）[100][101]
- FC町田ゼルビアをつくろう〜ゼルつく〜（ABEMA：2023年 - 、ナレーション）※回替わり

## ディスコグラフィ

### キャラクターソング
| 発売日   | 商品名                                                                                               | 歌 | 楽曲 | 備考                                                                               |
| 2012年   | 2012年                                                                                               | 2012年 | 2012年 | 2012年                                                                             |
| -------- | --- | --- | --- | ---------------------------------------------------------------------------------- |
| 8月8日   | THE IDOLM@STER CINDERELLA MASTER 008 諸星きらり                                                      | 諸星きらり（松嵜麗） | 「ましゅまろ☆キッス」                                                                                           | ゲーム『アイドルマスター シンデレラガールズ』関連曲                                |
| 9月5日   | 織田信奈の野望 歌姫 03 Music of the different world 明智光秀 / 丹羽長秀                              | 丹羽長秀（松嵜麗） | 「星空ランデブー☆」                                                                                             | テレビアニメ『織田信奈の野望』関連曲                                               |
| 12月29日 | 電波ソング通信部 電撃作戦トルネイド                                                                  | ニコラ・T・藤井（吉田有里）、渡利杏樹（松嵜麗）、有栖川すばる（三上枝織） | 「電撃作戦トルネイド! 〜銀河の中心で恋を叫ぶ〜」 「you are the わん!」 「ユニバーサルトランスレーションの奇跡」 | 『電波ソング通信部』関連曲                                                         |
| 2013年   | | | |                                                                                    |
| 4月10日  | THE IDOLM@STER CINDERELLA MASTER お願い!シンデレラ                                                   | CINDERELLA GIRLS for あんきら | 「お願い!シンデレラ（ハピ☆ハピver）」                                                                           | ゲーム『アイドルマスター シンデレラガールズ』テーマソング                          |
| 10月2日  | THE IDOLM@STER CINDERELLA MASTER Passion Jewelries! 001                                              | 城ヶ崎莉嘉（山本希望）、諸星きらり（松嵜麗）、城ヶ崎美嘉（佳村はるか）、本田未央（原紗友里）、赤城みりあ（黒沢ともよ） | 「Orange Sapphire」 「ススメ☆オトメ 〜jewel parade〜」                                                          | ゲーム『アイドルマスター シンデレラガールズ』関連曲                                |
| 10月2日  | THE IDOLM@STER CINDERELLA MASTER Passion Jewelries! 001                                              | 諸星きらり（松嵜麗） | 「学園天国」 | ゲーム『アイドルマスター シンデレラガールズ』関連曲                                |
| 2014年   | | | |                                                                                    |
| 4月5日   | THE IDOLM@STER CINDERELLA GIRLS 1st LIVE WONDERFUL M@GIC!! "お願い!シンデレラ" ソロ・リミックス      | 諸星きらり（松嵜麗） | 「お願い!シンデレラ（ハピ☆ハピver.）」                                                                          | ゲーム『アイドルマスター シンデレラガールズ』関連曲                                |
| 2015年   | | | |                                                                                    |
| 1月21日  | THE IDOLM@STER CINDERELLA GIRLS ANIMATION PROJECT 00 ST@RTER BEST                                    | 諸星きらり（松嵜麗） | 「ましゅまろ☆キッス」                                                                                           | テレビアニメ『アイドルマスター シンデレラガールズ』関連曲                          |
| 1月21日  | THE IDOLM@STER CINDERELLA GIRLS ANIMATION PROJECT 00 ST@RTER BEST                                    | CINDERELLA PROJECT | 「ススメ☆オトメ 〜jewel parade〜」                                                                              | テレビアニメ『アイドルマスター シンデレラガールズ』関連曲                          |
| 2月18日  | THE IDOLM@STER CINDERELLA GIRLS ANIMATION PROJECT 01 Star!!                                          | CINDERELLA PROJECT | 「Star!!」 | テレビアニメ『アイドルマスター シンデレラガールズ』オープニングテーマ              |
| 4月8日   | THE IDOLM@STER CINDERELLA GIRLS ANIMATION PROJECT 05 LET'S GO HAPPY!!                                | 凸レーション | 「LET'S GO HAPPY!!」                                                                                            | テレビアニメ『アイドルマスター シンデレラガールズ』エンディングテーマ              |
| 4月8日   | THE IDOLM@STER CINDERELLA GIRLS ANIMATION PROJECT 05 LET'S GO HAPPY!!                                | 凸レーション | 「夕映えプレゼント -凸レーション リミックス-」                                                                  | テレビアニメ『アイドルマスター シンデレラガールズ』関連曲                          |
| 5月13日  | THE IDOLM@STER CINDERELLA GIRLS ANIMATION PROJECT 08 GOIN'!!!                                        | CINDERELLA PROJECT | 「GOIN'!!!」 | テレビアニメ『アイドルマスター シンデレラガールズ』挿入歌                          |
| 5月13日  | THE IDOLM@STER CINDERELLA GIRLS ANIMATION PROJECT 08 GOIN'!!!                                        | CINDERELLA PROJECT | 「夕映えプレゼント」                                                                                            | テレビアニメ『アイドルマスター シンデレラガールズ』エンディングテーマ              |
| 7月17日  | THE IDOLM@STER M@STERS OF IDOL WORLD!!2015 Nation Sapphire アンドロイド                              | 諸星きらり（松嵜麗） | 「Orange Sapphire（諸星きらりソロ・リミックス）」                                                               | テレビアニメ『アイドルマスター シンデレラガールズ』関連曲                          |
| 8月5日   | THE IDOLM@STER CINDERELLA GIRLS ANIMATION PROJECT 2nd season 01 Shine!!                              | CINDERELLA PROJECT | 「Shine!!」 | テレビアニメ『アイドルマスター シンデレラガールズ』オープニングテーマ              |
| 8月5日   | THE IDOLM@STER CINDERELLA GIRLS ANIMATION PROJECT 2nd season 01 Shine!!                              | 島村卯月（大橋彩香）、渋谷凛（福原綾香）、本田未央（原紗友里）、双葉杏（五十嵐裕美）、諸星きらり（松嵜麗） | 「とどけ！アイドル」                                                                                            | ゲーム『アイドルマスター シンデレラガールズ スターライトステージ』テーマソング     |
| 9月23日  | THE IDOLM@STER CINDERELLA GIRLS ANIMATION PROJECT 2nd Season 02                                      | 凸レーション with 城ヶ崎美嘉（佳村はるか） | 「私色ギフト」                                                                                                  | テレビアニメ『アイドルマスター シンデレラガールズ』エンディングテーマ              |
| 9月23日  | THE IDOLM@STER CINDERELLA GIRLS ANIMATION PROJECT 2nd Season 02                                      | 凸レーション | 「夢色ハーモニー -凸レーション リミックス-」                                                                    | テレビアニメ『アイドルマスター シンデレラガールズ』関連曲                          |
| 11月25日 | THE IDOLM@STER CINDERELLA GIRLS ANIMATION PROJECT 2nd Season 07                                      | CINDERELLA PROJECT | 「M@GIC☆」 | テレビアニメ『アイドルマスター シンデレラガールズ』挿入歌                          |
| 11月25日 | THE IDOLM@STER CINDERELLA GIRLS ANIMATION PROJECT 2nd Season 07                                      | CINDERELLA PROJECT | 「夢色ハーモニー」                                                                                              | テレビアニメ『アイドルマスター シンデレラガールズ』エンディングテーマ              |
| 2016年   | | | |                                                                                    |
| 2月25日  | アイドルマスター シンデレラガールズ BD・DVD 第9巻完全生産限定版特典CD「346Pro IDOL selection vol.5」 | 諸星きらり（松嵜麗） | 「あんずのうた 〜For Kirari Rearrange MIX〜」                                                                   | テレビアニメ『アイドルマスター シンデレラガールズ』関連曲                          |
| 12月7日  | THE IDOLM@STER CINDERELLA GIRLS STARLIGHT MASTER 07 サマカニ!!                                       | 諸星きらり（松嵜麗） | 「にょわにょわーるど☆」                                                                                         | ゲーム『アイドルマスター シンデレラガールズ スターライトステージ』関連曲           |
| 2017年   | | | |                                                                                    |
| 2月8日   | THE IDOLM@STER CINDERELLA MASTER EVERMORE                                                            | 島村卯月（大橋彩香）、渋谷凛（福原綾香）、本田未央（原紗友里）、赤城みりあ（黒沢ともよ）、安部菜々（三宅麻理恵）、神崎蘭子（内田真礼）、小日向美穂（津田美波）、城ヶ崎美嘉（佳村はるか）、城ヶ崎莉嘉（山本希望）、高垣楓（早見沙織）、多田李衣菜（青木瑠璃子）、新田美波（洲崎綾）、双葉杏（五十嵐裕美）、前川みく（高森奈津美）、諸星きらり（松嵜麗） | 「ススメ☆オトメ 〜jewel parade〜」                                                                              | ゲーム『アイドルマスター シンデレラガールズ』関連曲                                |
| 5月31日  | THE IDOLM@STER CINDERELLA GIRLS STARLIGHT MASTER 11 あんきら!?狂騒曲                                 | 双葉杏（五十嵐裕美）、諸星きらり（松嵜麗） | 「あんきら!?狂騒曲（M@STER VERSION）」 「あんきら!?狂騒曲（GAME VERSION）」                                     | ゲーム『アイドルマスター シンデレラガールズ スターライトステージ』関連曲           |
| 6月28日  | THE IDOLM@STER CINDERELLA GIRLS LITTLE STARS! SUN♡FLOWER                                             | 本田未央（原紗友里）、片桐早苗（和氣あず未）、佐藤心（花守ゆみり）、城ヶ崎美嘉（佳村はるか）、諸星きらり（松嵜麗） | 「SUN♡FLOWER」                                                                                                  | テレビアニメ『アイドルマスター シンデレラガールズ劇場』エンディングテーマ          |
| 6月28日  | THE IDOLM@STER CINDERELLA GIRLS LITTLE STARS! SUN♡FLOWER                                             | 諸星きらり（松嵜麗） | 「きらりんロボのテーマ」                                                                                        | テレビアニメ『アイドルマスター シンデレラガールズ劇場』エンディングテーマ          |
| 2018年   | | | |                                                                                    |
| 1月10日  | THE IDOLM@STER CINDERELLA GIRLS LITTLE STARS! Snow＊Love                                             | 本田未央（原紗友里）、諸星きらり（松嵜麗） | 「とどけ！アイドル -しんげきRemix-」                                                                            | テレビアニメ『アイドルマスター シンデレラガールズ劇場』関連曲                      |
| 3月28日  | ポプテピピック ALL TIME BEST                                                                         | ポプ子（五十嵐裕美）、ピピ美（松嵜麗） | 「POPPY PAPPY DAY」 「人生」                                                                                    | テレビアニメ『ポプテピピック』エンディングテーマ                                   |
| 3月28日  | ポプテピピック ALL TIME BEST                                                                         | ポプ子（五十嵐裕美）、ピピ美（松嵜麗） | 「心の大樹」 「おねんねコンちゃん」                                                                             | テレビアニメ『ポプテピピック』挿入歌                                               |
| 7月18日  | THE IDOLM@STER CINDERELLA GIRLS STARLIGHT MASTER 19 With Love                                        | 五十嵐響子（種﨑敦美）、乙倉悠貴（中島由貴）、水本ゆかり（藤田茜）、諸星きらり（松嵜麗）、姫川友紀（杜野まこ） | 「With Love（M@STER VERSION）」                                                                                 | ゲーム『アイドルマスター シンデレラガールズ スターライトステージ』関連曲           |
| 11月28日 | プリンセスコネクト！Re:Dive PRICONNE CHARACTER SONG 06                                               | タマキ（沼倉愛美）、ミフユ（田所あずさ）、アキノ（松嵜麗）、ユカリ（今井麻美） | 「キンキラ☆ハピネス！」                                                                                         | ゲーム『プリンセスコネクト！Re:Dive』挿入歌                                        |
| 2019年   | | | |                                                                                    |
| 3月20日  | THE IDOLM@STER CINDERELLA GIRLS STARLIGHT MASTER 27 Vast world                                       | 緒方智絵里（大空直美）、白坂小梅（桜咲千依）、堀裕子（鈴木絵理）、双葉杏（五十嵐裕美）、諸星きらり（松嵜麗） | 「Vast world（M@STER VERSION）」                                                                                | ゲーム『アイドルマスター シンデレラガールズ スターライトステージ』関連曲           |
| 10月23日 | THE IDOLM@STER CINDERELLA GIRLS STARLIGHT MASTER 33 Starry-Go-Round                                  | 双葉杏（五十嵐裕美）、諸星きらり（松嵜麗）、島村卯月（大橋彩香）、渋谷凛（福原綾香）、本田未央（原紗友里） | 「LOVE & PEACH」                                                                                                | ゲーム『アイドルマスター シンデレラガールズ スターライトステージ』関連曲           |
| 11月8日  | THE IDOLM@STER CINDERELLA GIRLS 7thLIVE TOUR Special 3chord♪ Funky Dancing! 会場オリジナルCD         | 諸星きらり（松嵜麗） | 「With Love（M@STER VERSION）」                                                                                 | ゲーム『アイドルマスター シンデレラガールズ スターライトステージ』関連曲           |
| 2020年   | | | |                                                                                    |
| 2月14日  | THE IDOLM@STER CINDERELLA GIRLS 7thLIVE TOUR Special 3chord♪ Glowing Rock! 会場オリジナルCD          | 諸星きらり（松嵜麗） | 「Vast World（M@STER VERSION）」                                                                                | ゲーム『アイドルマスター シンデレラガールズ スターライトステージ』関連曲           |
| 2021年   | | | |                                                                                    |
| 2月24日  | プリンセスコネクト！Re:Dive PRICONNE CHARACTER SONG 20                                               | サレン（堀江由衣）、アキノ（松嵜麗） | 「Holy Passion Roses」                                                                                          | ゲーム『プリンセスコネクト！Re:Dive』挿入歌                                        |
| 2月24日  | プリンセスコネクト！Re:Dive PRICONNE CHARACTER SONG 20                                               | アキノ（松嵜麗） | 「Holy Passion Roses」                                                                                          | ゲーム『プリンセスコネクト！Re:Dive』挿入歌                                        |
| 3月31日  | ウマ娘 プリティーダービー ANIMATION DERBY Season 2 vol.3 Original Sound Track                        | スペシャルウィーク（和氣あず未）、サイレンススズカ（高野麻里佳）、トウカイテイオー（Machico）、ウオッカ（大橋彩香）、ダイワスカーレット（木村千咲）、ゴールドシップ（上田瞳）、メジロマックイーン（大西沙織）、シンボリルドルフ（田所あずさ）、ナイスネイチャ（前田佳織里）、ツインターボ（花井美春）、イクノディクタス（田澤茉純）、マチカネタンホイザ（遠野ひかる）、メジロパーマー（のぐちゆり）、ダイタクヘリオス（山根綺）、ミホノブルボン（長谷川育美）、ライスシャワー（石見舞菜香）、ビワハヤヒデ（近藤唯）、ナリタタイシン（渡部恵子）、ウイニングチケット （渡部優衣）、キタサンブラック（矢野妃菜喜）、サトノダイヤモンド（立花日菜）、マルゼンスキー（Lynn）、マヤノトップガン（星谷美緒）、ヒシアケボノ（松嵜麗）、エアグルーヴ（青木瑠璃子）、マチカネフクキタル（新田ひより）、メイショウドトウ（和多田美咲）、セイウンスカイ（鬼頭明里）、グラスワンダー（前田玲奈）、エルコンドルパサー（髙橋ミナミ）、サクラバクシンオー（三澤紗千香）、メジロライアン（土師亜文）、メジロドーベル（久保田ひかり）、ナリタブライアン（衣川里佳） | 「うまぴょい伝説 (TV Size)」                                                                                    | テレビアニメ『ウマ娘 プリティーダービー Season 2』エンディングテーマ               |
| 4月7日   | THE IDOLM@STER CINDERELLA GIRLS LITTLE STARS EXTRA! Life is HaRMONY                                  | 桐生つかさ（河瀬茉希）、黒埼ちとせ（佐倉薫）、白菊ほたる（天野聡美）、鷺沢文香（M・A・O）、諸星きらり（松嵜麗） | 「Life is HaRMONY」                                                                                             | Webアニメ『アイドルマスター シンデレラガールズ劇場 Extra Stage』エンディングテーマ |
| 10月6日  | THE IDOLM@STER STARLIT SEASON 00 GR@TITUDE                                                           | Project LUMINOUS | 「GR@TITUDE」                                                                                                   | ゲーム『アイドルマスター スターリットシーズン』関連曲                              |
| 10月6日  | THE IDOLM@STER STARLIT SEASON 00 GR@TITUDE 日本コロムビア盤                                          | CINDERELLA GIRLS | 「GR@TITUDE」                                                                                                   | ゲーム『アイドルマスター スターリットシーズン』関連曲                              |
| 12月1日  | THE IDOLM@STER STARLIT SEASON 01                                                                     | Project LUMINOUS | 「THE IDOLM@STER」                                                                                              | ゲーム『アイドルマスター スターリットシーズン』関連曲                              |
| 12月1日  | THE IDOLM@STER STARLIT SEASON 01                                                                     | CINDERELLA GIRLS、MILLIONSTARS | 「お願い！シンデレラ」                                                                                          | ゲーム『アイドルマスター スターリットシーズン』関連曲                              |
| 2022年   | | | |                                                                                    |
| 1月19日  | THE IDOLM@STER STARLIT SEASON 02                                                                     | CINDERELLA GIRLS | 「Star!!」 | ゲーム『アイドルマスター スターリットシーズン』関連曲                              |
| 1月19日  | THE IDOLM@STER STARLIT SEASON 02                                                                     | 765PRO ALLSTARS、CINDERELLA GIRLS、MILLIONSTARS | 「Brand New Theater!」                                                                                          | ゲーム『アイドルマスター スターリットシーズン』関連曲                              |
| 1月19日  | THE IDOLM@STER STARLIT SEASON 02                                                                     | 星井美希（長谷川明子）、萩原雪歩（浅倉杏美）、高槻やよい（仁後真耶子）、双海亜美 / 真美（下田麻美）、城ヶ崎美嘉（佳村はるか）、諸星きらり（松嵜麗）、伊吹翼（Machico）、桜守歌織（香里有佐）、小宮果穂（河野ひより）、奧空心白（田中あいみ） | 「夏のBang!!」                                                                                                  | ゲーム『アイドルマスター スターリットシーズン』関連曲                              |
| 3月2日   | THE IDOLM@STER STARLIT SEASON 03                                                                     | CINDERELLA GIRLS | 「M＠GIC☆」 | ゲーム『アイドルマスター スターリットシーズン』関連曲                              |
| 3月2日   | THE IDOLM@STER STARLIT SEASON 03                                                                     | 星井美希（長谷川明子）、萩原雪歩（浅倉杏美）、高槻やよい（仁後真耶子）、双海亜美 / 真美（下田麻美）、城ヶ崎美嘉（佳村はるか）、諸星きらり（松嵜麗）、伊吹翼（Machico）、桜守歌織（香里有佐）、小宮果穂（河野ひより）、田中摩美々（菅沼千紗）、奧空心白（田中あいみ）、亜夜（日高里菜） | 「全力★ドリーミングガールズ」                                                                                   | ゲーム『アイドルマスター スターリットシーズン』関連曲                              |
| 4月13日  | THE IDOLM@STER STARLIT SEASON 04                                                                     | Project LUMINOUS、DIAMANT | 「GR＠TITUDE」                                                                                                  | ゲーム『アイドルマスター スターリットシーズン』関連曲                              |
| 10月4日  | ウマ娘 プリティーダービー Solo Vocal Tracks Vol.5 －4th EVENT SPECIAL DREAMERS!! EXTRA STAGE－       | ヒシアケボノ（松嵜麗） | 「We are DREAMERS!!（Game Size）」 「BLOW my GALE（Game Size）」                                                | ゲーム『ウマ娘 プリティーダービー』関連曲                                          |
| 2023年   | | | |                                                                                    |
| 7月12日  | THE IDOLM@STER CINDERELLA GIRLS STARLIGHT MASTER PLATINUM NUMBER 03 ダンシング・デッド               | 及川雫（のぐちゆり）、佐藤心（花守ゆみり）、諸星きらり（松嵜麗） | 「ダンシング・デッド（M@STER VERSION）」                                                                        | ゲーム『アイドルマスター シンデレラガールズ スターライトステージ』関連曲           |
| 7月12日  | THE IDOLM@STER CINDERELLA GIRLS STARLIGHT MASTER PLATINUM NUMBER 03 ダンシング・デッド               | 諸星きらり（松嵜麗） | 「ダンシング・デッド（M@STER VERSION）」                                                                        | ゲーム『アイドルマスター シンデレラガールズ スターライトステージ』関連曲           |
| 8月2日   | THE IDOLM@STER CINDERELLA GIRLS STARLIGHT MASTER PLATINUM NUMBER 05 ハートボイルドウォーズ           | 諸星きらり（松嵜麗）、双葉杏（五十嵐裕美） | 「POPPY PAPPY DAY」                                                                                             | ゲーム『アイドルマスター シンデレラガールズ スターライトステージ』関連曲           |
| 9月9日   | THE IDOLM@STER CINDERELLA GIRLS Shout out Live!!! 会場オリジナルCD                                   | 諸星きらり（松嵜麗） | 「Life is HaRMONY」                                                                                             | Webアニメ『アイドルマスター シンデレラガールズ劇場 Extra Stage』関連曲             |
| 9月16日  | ウマ娘 プリティーダービー Solo Vocal Tracks Vol.7 5th EVENT ARENA TOUR GO BEYOND -GAZE-              | ヒシアケボノ（松嵜麗） | 「Ms. VICTORIA（Game Size）」 「DRAMATIC JOURNEY（Game Size）」                                                 | ゲーム『ウマ娘 プリティーダービー』関連曲                                          |

### その他参加楽曲
| 発売日        | 商品名                                                                             | 歌 | 楽曲                        | 備考                                                |
| ------------- | ---------------------------------------------------------------------------------- | --- | --------------------------- | --------------------------------------------------- |
| 2015年6月10日 | CINDERELLA PARTY! でれぱDEないと をきかないと!! 〜あかるくせいそにかわいくきよく〜 | 原紗友里、青木瑠璃子、松嵜麗 | 「ハグしちゃお」            | ラジオ『CINDERELLA PARTY!』関連曲                   |
| 2017年2月8日  | THE IDOLM@STER CINDERELLA MASTER EVERMORE                                          | 大橋彩香、福原綾香、原紗友里、藍原ことみ、青木志貴、青木瑠璃子、飯田友子、五十嵐裕美、今井麻夏、上坂すみれ、内田真礼、桜咲千依、大空直美、大坪由佳、金子真由美、金子有希、木村珠莉、黒沢ともよ、佐藤亜美菜、下地紫野、洲崎綾、鈴木絵理、髙野麻美、高森奈津美、立花理香、種﨑敦美、千菅春香、東山奈央、長島光那、原優子、早見沙織、春瀬なつみ、渕上舞、牧野由依、松井恵理子、松嵜麗、三宅麻理恵、村中知、杜野まこ、安野希世乃、山下七海、山本希望、佳村はるか、ルゥティン、和氣あず未 | 「EVERMORE（4thLIVE MIX）」 | ゲーム『アイドルマスター シンデレラガールズ』関連曲 |

## ライブ・イベント

### 合同ライブ
| 出演日               | タイトル                                                                                          | 会場                                            |
| -------------------- | ------------------------------------------------------------------------------------------------- | ----------------------------------------------- |
| 2013年7月20日・21日  | THE IDOLM@STER 8th ANNIVERSARY HOP!STEP!!FESTIV@L!!!                                              | オリックス劇場（大阪府）                        |
| 2013年8月23日        | Animelo Summer Live 2013 -FLAG NINE-                                                              | さいたまスーパーアリーナ（埼玉県）              |
| 2014年1月25日        | リスアニ! LIVE 4 SATURDAY STAGE                                                                   | 日本武道館（東京都）                            |
| 2014年2月22日・23日  | THE IDOLM@STER M@STERS OF IDOL WORLD!!2014                                                        | さいたまスーパーアリーナ（埼玉県）              |
| 2014年4月5日・6日    | THE IDOLM@STER CINDERELLA GIRLS 1stLIVE WONDERFUL M@GIC!!                                         | 舞浜アンフィシアター（千葉県）                  |
| 2014年8月30日        | Animelo Summer Live 2014 -ONENESS-                                                                | さいたまスーパーアリーナ（埼玉県）              |
| 2014年9月21日        | TOKYOアニメパーク BANDAI NAMCO ANIME CAMP 2014                                                    | 潮風公園太陽の広場（東京都）                    |
| 2014年11月30日       | THE IDOLM@STER CINDERELLA GIRLS 2ndLIVE PARTY M@GIC!!                                             | 国立代々木第一体育館（東京都）                  |
| 2015年1月24日        | リスアニ! LIVE 5 SATURDAY STAGE                                                                   | 日本武道館（東京都）                            |
| 2015年7月18日・19日  | THE IDOLM@STER M@STERS OF IDOL WORLD 2015                                                         | 西武プリンスドーム（埼玉県）                    |
| 2015年8月2日         | THE IDOLM@STER CINDERELLA GIRLS SUMMER FESTIV@L 2015 東京公演                                     | 舞浜アンフィシアター（千葉県）                  |
| 2015年8月23日        | THE IDOLM@STER CINDERELLA GIRLS SUMMER FESTIV@L 2015 大阪公演                                     | グランキューブ大阪（大阪府）                    |
| 2015年8月29日        | Animelo Summer Live 2015 -THE GATE-                                                               | さいたまスーパーアリーナ（埼玉県）              |
| 2015年11月28日・29日 | THE IDOLM@STER CINDERELLA GIRLS 3rdLIVE シンデレラの舞踏会 - Power of Smile -                     | 幕張メッセ国際展示場 9-11番ホール（千葉県）     |
| 2016年9月3日・4日    | THE IDOLM@STER CINDERELLA GIRLS 4thLIVE TriCastle Story Starlight Castle                          | 神戸ワールド記念ホール（兵庫県）                |
| 2016年10月16日       | THE IDOLM@STER CINDERELLA GIRLS 4thLIVE TriCastle 346 Castle                                      | さいたまスーパーアリーナ（埼玉県）              |
| 2016年12月4日        | リスアニ! LIVE TAIWAN Supported by 戰鬥女子學園                                                   | 台北国際会議中心（台湾 台北市）                 |
| 2017年5月13日・14日  | THE IDOLM@STER CINDERELLA GIRLS 5thLIVE TOUR Serendipity Parade!!! 宮城公演                       | セキスイハイムスーパーアリーナ（宮城県）        |
| 2017年6月9日・10日   | THE IDOLM@STER CINDERELLA GIRLS 5thLIVE TOUR Serendipity Parade!!! 大阪公演                       | 大阪城ホール（大阪府）                          |
| 2017年6月30日        | ANISONG WORLD MATSURI 〜JAPAN KAWAII LIVE〜 at Anime Expo 2017                                    | マイクロソフトシアター（アメリカ ロサンゼルス） |
| 2017年8月12日        | THE IDOLM@STER CINDERELLA GIRLS 5thLIVE TOUR Serendipity Parade!!! さいたまスーパーアリーナ公演   | さいたまスーパーアリーナ（埼玉県）              |
| 2018年3月3日・4日    | アイドルマスター シンデレラガールズ劇場 すぷりんぐふぇすてぃばる 2018                             | 舞浜アンフィシアター（千葉県）                  |
| 2018年4月7日・8日    | THE IDOLM@STER CINDERELLA GIRLS Initial Mess@ge                                                   | 台北国際会議中心（台湾 台北市）                 |
| 2018年7月7日         | ANISONG WORLD MATSURI 〜JAPAN KAWAII LIVE〜 at Anime Expo 2018                                    | マイクロソフトシアター（アメリカ ロサンゼルス） |
| 2018年7月21日        | Bilibili Macro Link- Star Phase × Anisong World Matsuri 2018                                      | メルセデス・ベンツアリーナ（中国 上海市）       |
| 2018年12月1日・2日   | THE IDOLM@STER CINDERELLA GIRLS 6thLIVE MERRY-GO-ROUNDOME!!!                                      | ナゴヤドーム（愛知県）                          |
| 2019年1月6日・7日    | アイドルマスター シンデレラガールズ スターライトクルーズ                                          | ぱしふぃっくびいなす（神奈川県から出港）        |
| 2019年6月16日        | アイドルマスター シンデレラガールズ プロデューサーさん感謝祭 in 新木場スタジオコースト            | STUDIO COAST（東京都）                          |
| 2019年9月3日・4日    | THE IDOLM@STER CINDERELLA GIRLS 7thLIVE TOUR Special 3chord♪ Comical Pops!                        | 幕張メッセ国際展示場 9-11番ホール（千葉県）     |
| 2019年10月20日       | バンダイナムコエンターテインメントフェスティバル                                                  | 東京ドーム（東京都）                            |
| 2019年11月9日・10日  | THE IDOLM@STER CINDERELLA GIRLS 7thLIVE TOUR Special 3chord♪ Funky Dancing!                       | ナゴヤドーム（愛知県）                          |
| 2021年11月27日・28日 | THE IDOLM@STER CINDERELLA GIRLS 10th ANNIVERSARY M@GICAL WONDERLAND TOUR!!! Celebration Land      | 幕張イベントホール（千葉県）                    |
| 2022年4月2日・3日    | THE IDOLM@STER CINDERELLA GIRLS 10th ANNIVERSARY M@GICAL WONDERLAND!!!                            | ベルーナドーム（埼玉県）                        |
| 2022年11月26日・27日 | THE IDOLM@STER CINDERELLA GIRLS Twinkle LIVE Constellation Gradation                              | ベルーナドーム（埼玉県）                        |
| 2023年2月11日        | THE IDOLM@STER M@STERS OF IDOL WORLD!!!!! 2023                                                    | 東京ドーム（東京都）                            |
| 2025年3月8日・9日    | THE IDOLM@STER CINDERELLA GIRLS STARLIGHT STAGE 10th ANNIVERSARY TOUR Let's AMUSEMENT!!! 大阪公演 | 大阪城ホール（大阪府）                          |